# Andrij Skwaruk
Andrij Skwaruk (ukrainisch Андрій Скварук, engl. Transkription Andriy Skvaruk; * 9. März 1967 in Schnyriw, Rajon Brody, Oblast Lwiw) ist ein ehemaliger ukrainischer Hammerwerfer.
Bei den Leichtathletik-Weltmeisterschaften 1993 in Stuttgart noch in der Qualifikation gescheitert, wurde er bei den Olympischen Spielen 1996 in Atlanta Vierter und gewann die Silbermedaille bei den Leichtathletik-Weltmeisterschaften 1997 in Athen. 
Einem fünften Platz bei den Weltmeisterschaften 1999 in Sevilla folgte ein zehnter Platz bei den Olympischen Spielen 2000 in Sydney. Ebenfalls auf den fünften Platz kam er bei den Weltmeisterschaften 2001 in Edmonton und den Leichtathletik-Europameisterschaften 2002 in München. Bei den Weltmeisterschaften 2003 in Paris/Saint-Denis wurde er Vierter, bei den Weltmeisterschaften 2005 in Helsinki Zehnter.
Seine Bestleistung von 82,62 m erzielte er am 27. April 2002 in Kontscha Saspa (Kiew).